# Adoção de animais

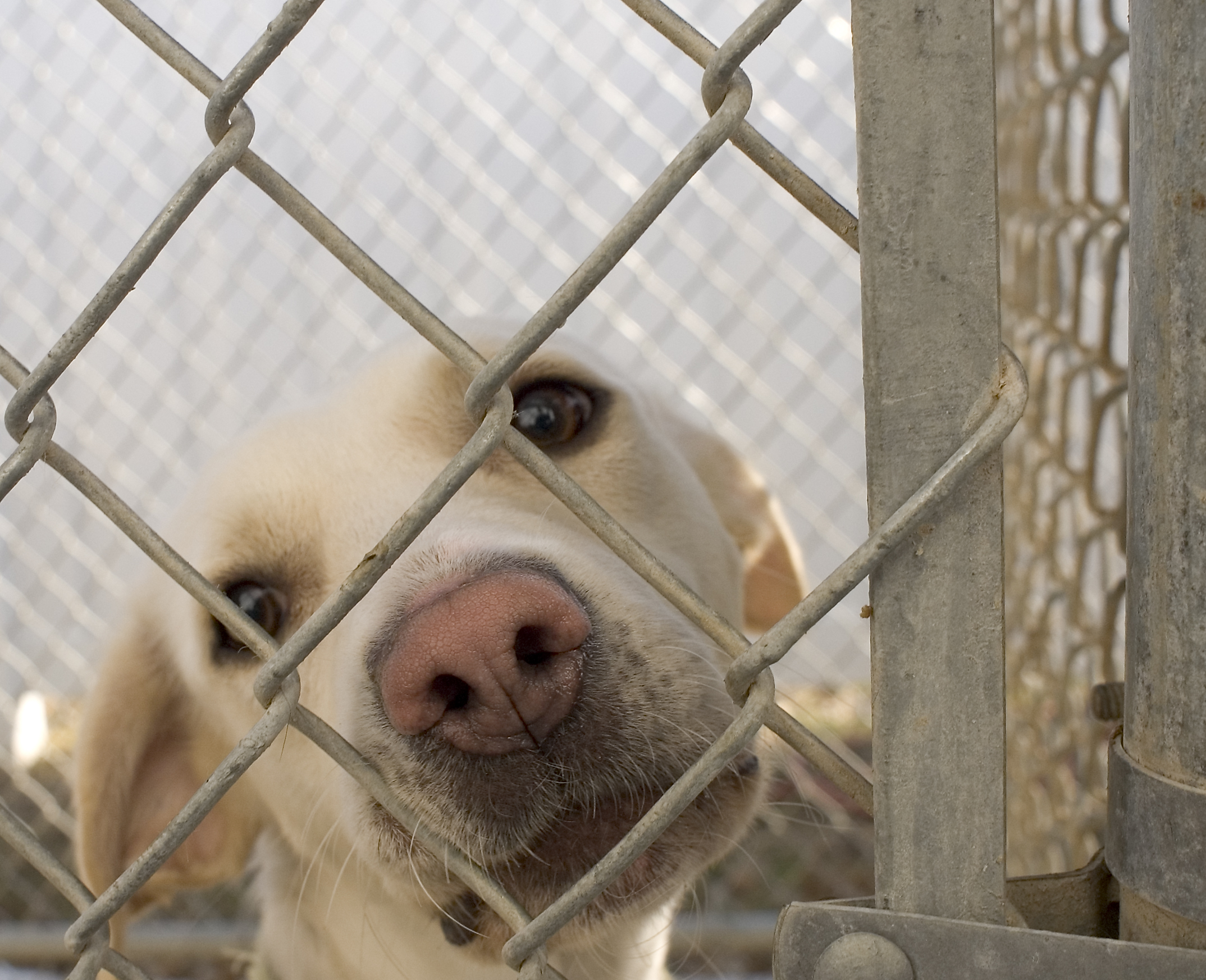
Um cão em um abrigo para animais

A adoção de um animal de estimação é o processo de transferência da responsabilidade sobre um animal de estimação que pertencia a outra pessoa. Locais onde pode-se encontrar animais para adoção são abrigos para animais, grupos de resgate ou outros donos de animais. Algumas instituições fornecem aos adotantes a responsabilidade total do animal, enquanto outras utilizam um modelo de tutela onde a organização mantém algum controle sobre o cuidado do animal.
Os sites de adoção online possuem bases de dados públicas, onde podem ser encontrados milhares de animais em abrigos e grupos de resgate.

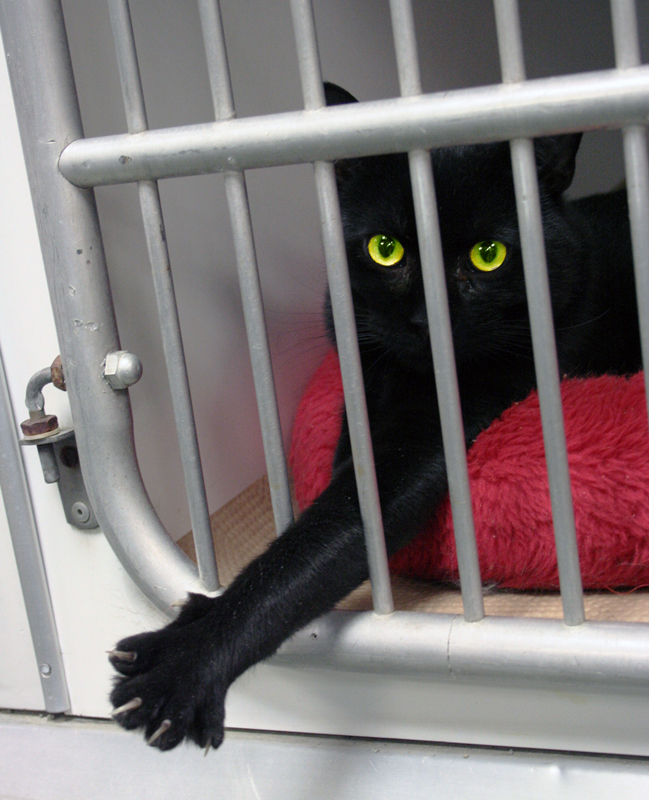
Um gato preto esperando para ser adotado. Devido às superstições que os gatos pretos recebem, eles são desproporcionalmente mais comuns em abrigos e possuem menos possibilidade de serem adotados em comparação a gatos de outras colorações.

## Antes da adoção
Animais são postos para adoção por diversos motivos, como abandono, perda ou realocação de sua família. A realocação pode resultar de alergias, morte do dono, divórcio, nascimento de um bebê, mudança, entre outros motivos.
Animais que foram abandonados ou perdidos, muitas vezes enfrentam condições adversas como clima, fome e trânsito, onde são levados a abrigos onde passam por atenção médica antes de entrarem no processo de adoção. Após exames médicos, tratamentos e testes comportamentais, os centros de adoção definem se o animal está saudável e em condições para ser adotado. [carece de fontes?]
A eutanásia é um método utilizado com animais que sofrem com doenças terminais, ferimentos ou superpopulação em abrigos. Embora muitos veterinários não considerem isso uma medida ética na utilização em animais jovens e saudáveis, outros argumentam que a eutanásia é uma opção mais humana ao invés de deixar um animal numa jaula durante muito tempo. [carece de fontes?]
No entanto, nem sempre podem ser encontrados locais para abrigar esses animais, e a eutanásia é utilizada para conter as superpopulações, a fim de fornecer espaço para novos animais, a menos que o abrigo possua uma política pró-vida. A Humane Society dos Estados Unidos estima que cerca de 2,4 milhões de cães e gatos saudáveis e adotáveis são sacrificados todos os anos nos EUA devido à falta de locais. Os defensores dos direitos dos animais fazem campanha pela adoção em vez da compra, a fim de reduzir o número de sacrifícios. Muitos abrigos incentivam o conhecimento sobre a esterilização ou castração, a fim de reduzir o número de animais sacrificados em abrigos e para ajudar a controlar a superpopulação.

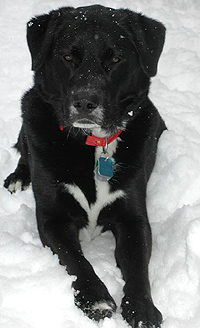
Um GCP (Grande Cão Preto) resgatado do Canadá Atlântico

Para ajudar a diminuir o número de animais sacrificados todos os anos, alguns abrigos desenvolveram uma política de não matar. A Best Friends Animal Society é o maior abrigo pró-vida nos Estados Unidos, tendo políticas como "Salve todos". Este e muitos outros se esforçam para manter seus animais o tempo que for preciso para encontrar um novo lar para eles. Os abrigos públicos raramente seguem essa política devido ao grande número de animais recebidos. Os abrigos que não matam geralmente são geridos por grupos que possuem voluntários com espaço suficiente para criar estes animais até que um lar permanente possa ser encontrado. Porém, muitos destes grupos possuem um espaço finito. Isso significa que eles não aceitarão novos animais a menos que haja espaço, apesar de muitas vezes aceitarem de volta animais que adotaram anteriormente. Às vezes, eles tentam encontrar abrigos onde o animal possa ser colocado até que alguém o adote.
No Município do Seixal, há mais de 15 anos foi adotada uma política pioneira de não abate de animais por sobrelotação, antecipando a legislação nacional que apenas viria a tornar essa prática obrigatória em 2016. Esta decisão voluntária e sustentada reflete um forte compromisso com o bem-estar animal. Neste contexto, a promoção da adoção responsável tem desempenhado um papel essencial para o sucesso e continuidade desta política.

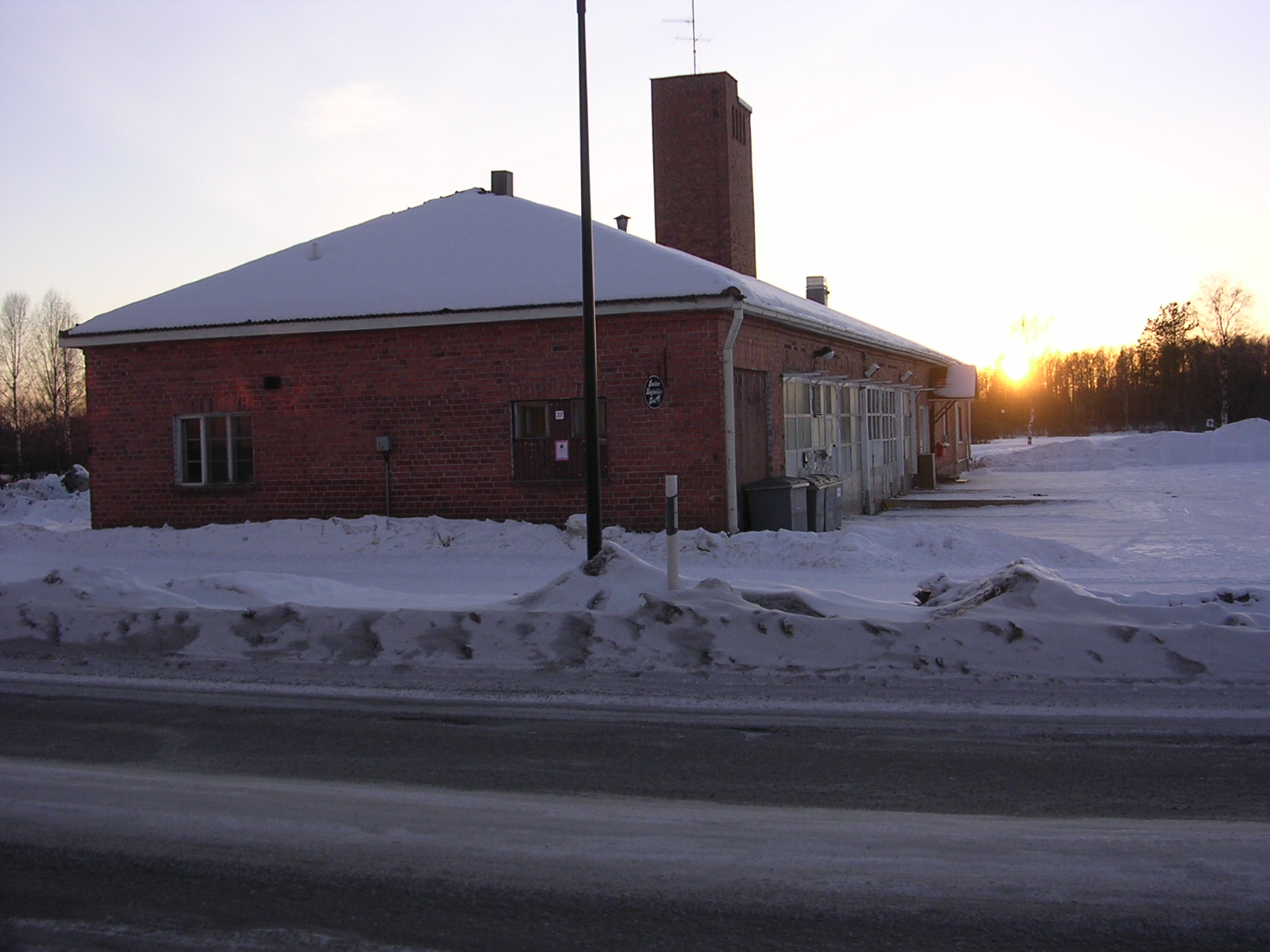
Abrigo para animais encontrados em Raahe, Finlândia

## Processo de adoção
A grande questão relacionada a adoção é se o novo dono pode fornecer um lar seguro, protegido e permanente para o animal adotado. Instituições de resgate podem se recusar a fornecer pets a pessoas que considerem incapazes de fornecer condições adequadas. Um novo proprietário pode enfrentar desafios com um animal de estimação que foi negligenciado, abusado ou destreinado. Os centros de adoção recomendam paciência, treinamento, persistência e consistência nos cuidados para ajudar o animal a superar seu passado e se sentir confortável com o novo dono. [carece de fontes?]
Na Escócia, o Projeto de Lei sobre o Bem-Estar dos Cães tem como objetivo incentivar a posse responsável, assegurando que os futuros tutores compreendam plenamente as responsabilidades envolvidas antes de adotarem um animal de companhia.
No Canadá, abrigos para animais ou sociedades humanitárias passam por um longo processo para garantir que potenciais animais de estimação e suas futuras famílias estejam adaptados e preparados para suas vidas futuras. As taxas para adoção incluem esterilização/castração, cuidados de saúde, vacinação atualizada, microchip e seguro. Entrevistas, questionários e visitas são utilizadas para obter informações sobre o histórico da família com pets, seu estilo de vida, hábitos e capacidade de assumir as condições do animal adotado. Animais adultos podem ser mais difíceis de serem realocados devido a comportamentos de difícil controle ou que são indesejados. A história desconhecida de um animal resgatado também pode complicar sua adoção. Essas instituições permanecem conectadas[carece de fontes?] com informações sobre por que os animais de estimação são rejeitados, o que esperar nas primeiras semanas de adoção, guias, recomendações, solicitações de treinamento comportamental especializado e ligações de acompanhamento para garantir que todos estejam satisfeitos com a adoção.
Uma “casa para sempre” é a casa de um proprietário que concorda em ser responsável pelo pet pelo resto da vida do animal.[carece de fontes?] Existem dois entendimentos básicos sobre a ideia. A mais conhecida e utilizada diz que o adotante concorda que o bem-estar do animal é agora responsabilidade pessoal pelo resto da vida do pet. Se o dono não puder mais manter o animal por qualquer motivo, ele deverá ser responsável por encontrar um novo lar que seja benéfico para o animal. Muitos abrigos de animais exigem que os adotantes devolvam ao abrigo caso não possam mais cuidar dele.[carece de fontes?] Caso o adotante faleça antes do animal, ele deve ter um planejamento para cuidar do animal. Uma visão mais restritiva que alguns abrigos tentam integrar à adoção impõe condições sobre quando e por que o adotante pode providenciar a mudança do pet para uma nova família. Alguns acordos podem tornar alergias ou comportamento violento do animal como razões válidas para o adotante o abandonar. É comum que as famílias comemorem o aniversário da chegada do animal ao seu lar definitivo (em inglês: Gotcha Day).
A educação sobre o tema e a promoção da adoção de animais também é feita por organizações de bem-estar animal e por centros de controle de animais públicos. Em 2016, o estado americano da Geórgia transformou o "cachorro adotável" no cachorro-símbolo do estado.
Após o preenchimento do requerimento de adoção de um animal, há também uma taxa que deve ser paga para efetivar a adoção, sendo que as taxas de adoção servem para vários propósitos. Se alguém se dispõe a pagar por um animal, é provável que cuide dele e não cuide mal de seu novo pet. A maioria dos animais maiores de idade são esterilizados ou castrados e possuem a vacinação atualizada. Dependendo da instituição, os animais podem ter microchip, o que ajuda a localizá-los em caso de perda. As taxas de adoção ajudam a cobrir esses custos e também ajudam a fornecer alimento para os animais residentes no abrigo.

## Síndrome do Grande Cão Preto (SGCP) e preocupações relacionadas
Os Grandes Cães Pretos (GCP) - em inglês: Big black dogs (BBDs) - são os cães mais difíceis de serem adotados - mesmo que sejam amigáveis, treinados e saudáveis. Isto se dá a uma série de fatores, incluindo o medo oriundo do estigma contra certas raças, a atração por anúncios e o fato de que cães pretos muitas vezes não são tão fotogênicos quanto os de pelos mais claros, e a classificação de cães pretos como agressivos em filmes e em séries de televisão. Algumas organizações já iniciaram campanhas para educar o público sobre a SGCP.[carece de fontes?]
Similarmente, os abrigos muitas vezes têm dificuldade em receber gatos pretos devido a superstições comuns sobre os bichanos como portadores ou atrativos de azar. Alguns abrigos também possuem políticas que impedem ou limitam a adoção de gatos pretos em épocas anteriores ao Halloween, por medo de que os gatos sejam torturados ou usados como “decorações vivas” para o feriado e depois abandonados. Os coelhos às vezes também são tratados semelhantemente antes da Páscoa, embora raramente sejam encontrados em abrigos comuns, uma vez que são considerados "exóticos" (qualquer coisa que não seja um cachorro ou gato).[carece de fontes?] Outra tendência é usar um cachorro pequeno, um gato persa branco ou outro animal pequeno como acessório de moda para "complementar um look".

## Posse de animais de estimação
Segundo a American Veterinary Medical Association (AVMA) (2018), possuir um animal exige responsabilidade e deve ser considerado um privilégio. Assim como ter filhos, o animal depende majoritariamente do dono para atender às suas necessidades, como alimentação, afeto, exercícios e cuidados veterinários. Na hora de optar pela adoção, recomenda-se que o estilo de vida do dono e do animal seja compatível. Depois de escolhido, recomenda-se que o proprietário identifique se o animal necessita de cuidados médicos, como esterilização ou castração. No caso de uma situação em que o proprietário não consiga mais fornecer condições adequadas para o animal, recomenda-se o realojamento. A AVMA apresenta diretrizes para que um dono possa ser considerado responsável pelo animal, pois possuem itens a serem considerados antes da adoção.
Em março de 2023, a Espanha aprovou uma nova lei de bem-estar animal que introduz medidas rigorosas para promover a posse responsável de animais de estimação. Entre as principais disposições, destaca-se a obrigatoriedade de um curso preparatório gratuito e online para futuros donos de cães, visando garantir que compreendam as responsabilidades associadas à tutela de um animal. Além disso, a legislação exige a contratação de seguro de responsabilidade civil, a identificação eletrónica dos animais e estabelece penalizações severas para casos de abandono ou maus-tratos. Estas medidas refletem uma abordagem mais consciente e estruturada na proteção dos direitos dos animais.

## Cão resgatado
Um cão resgatado é aquele que foi realojado para uma nova casa após ter sido abusado, negligenciado ou abandonado por seu antigo dono. O termo também pode ser aplicado a cães encontrados como vadios, entregues pelos donos por diversos motivos, como fim de relacionamento, mudança de casa para onde o dono não pode/não quer levar seu pet, ou idosos que não podem para levar seus animais de estimação para o asilo.
Existem muitas organizações de resgate de animais para encontrar, cuidar e realojar cães e protegê-los da eutanásia. Estão entre os exemplos a RSPCA no Reino Unido e alguns países da Commonwealth, a ISPCA na Irlanda e a ASPCA nos EUA, a SOS Animal e a União Zoófila em Portugal. Muitos cães resgatados encontram novas casas rapidamente, mas alguns esperam por mais tempo. Isso pode ocorrer quando o cão é mais velho. Algumas agências fornecem cuidados de saúde contínuos e apoio para cães mais velhos depois de terem sido colocados em um lar. Existem várias instituições de caridade dedicadas exclusivamente a resgatar e abrigar cães mais velhos.
A ASPCA estima que aproximadamente 3.3 milhões de cães nos Estados Unidos vão para abrigos anualmente. Desse total, 1.6 milhões são adotados, 670 mil são sacrificados e 620 mil são devolvidos aos seus antigos donos. Um estudo conduzido pelo Conselho Nacional dos EUA sobre Estudo e Política da População de Animais de Estimação (NCPPSP 1998) descobriu que os principais motivos para o abandono de pets são: mudança de família, proprietário não permite animais, muitos animais em casa, custo elevado para manter animais, problemas pessoais do dono, instalações inadequadas e falta de casas disponíveis para filhotes. O estudo também constatou que 47,7% dos cães entregues em abrigos não foram esterilizados ou castrados, 33% não frequentaram o veterinário e 96% dos cães não tiveram algum treinamento de obediência. A conclusão obtida foi de que os donos que abandonavam os seus animais de estimação não possuíam o conhecimento necessário para serem proprietários responsáveis e que os programas educativos destinados aos donos atuais e futuros reduziriam o número de animais entregues a abrigos.